# Francisco Antonino Vidal
Francisco Antonino Vidal (San Carlos, 1827 - Montevideo, 1889), va ser un polític i metge uruguaià, president constitucional entre 1880 i 1882, i entre març i maig de 1886.
Als 17 anys va viatjar a París, on es va graduar de metge, amb una tesi sobre el mal de Pott.
Respecte a la seva trajectòria política, pot dir-se que Vidal era un metge tan eminent com mal governant. Va ser ministre el 1865 i, durant la Guerra de la Triple Aliança contra Paraguai, Venancio Flores el va investir de poders dictatorials. Després va ser diputat i senador. Va tornar interinament a la presidència: el 1870 en lloc de Lorenzo Batlle, i dues vegades en lloc de Lorenzo Latorre. Després de la renúncia de Latorre, Vidal va ser elegit president el 1880 per l'Assemblea, però va renunciar en 1882 davant de Máximo Santos. El 1886 va tornar a la Presidència interina i va renunciar novament per donar-li lloc a Santos. Va finalitzar el seu càrrec com a diputat per Paysandú.